# Distrito Grafiti (estación)
La estación sencilla Distrito Grafiti hace parte del sistema de transporte masivo de Bogotá llamado TransMilenio inaugurado en el año 2000.

## Ubicación
La estación está ubicada en el sector de la zona industrial de la ciudad, más específicamente sobre la Avenida de Las Américas entre carreras 53 y 55. Se accede a ella a través de un puente peatonal ubicado sobre la Carrera 53.
Atiende la demanda de los barrios Salazar Gómez, San Rafael Industrial y sus alrededores.
En las cercanías están el Centro Comercial Carrera, el concesionario Casa Toro, el Club Militar y varias fábricas.

## Origen del nombre
La estación se llamó «Américas - Carrera 53 A» por estar ubicada en la intersección de dichas vías, sin embargo, en noviembre de 2019 cambió de nombre a «Distrito Grafiti», para dar reconocimiento al proyecto de arte urbano con el mismo nombre en el que participan personas invitadas tanto nacionales como internacionales que realizan grafitis en sitios autorizados. Este lugar se ha convertido en un atractivo turístico al tratarse de la zona con mayor concentración de murales de gran formato en América Latina.

## Historia
Entre los años 2003 y 2004 fue inaugurada la Troncal de las Américas desde esta estación, hasta la estación Transversal 86.
Durante el Paro nacional de 2019, la estación sufrió diversos ataques que afectaron de forma considerable las puertas de vidrio y demás infraestructura de la estación, razón por la cual no estuvo operativa por algunos días luego de lo ocurrido.
Durante el Paro nacional de 2021, la estación sufrió diversos ataques que afectaron de forma considerable las puertas de vidrio y demás infraestructura de la estación, razón por la cual se encontró inoperativa. Por ello se implementó un servicio circular como contingencia.

## Servicios de la estación

### Servicios troncales
| Tipo                                | Rutas al Norte | Rutas al Oriente | Rutas al Occidente |
| ----------------------------------- | -------------- | ---------------- | ------------------ |
| Ruta fácil                          |                | 5                | 5                  |
| Expresos lunes a sábado todo el día | C19            | M51              | F19 F51            |

### Esquema
| ← Occidente |         |             |
| 5F51        | F19     | Carrera 53F |
| Vagón 2     | Vagón 1 | Puente      |
| C19         | 5M51    | Carrera 53F |
| Oriente →   |         |             |

### Servicios urbanos
Así mismo funcionan las siguientes rutas urbanas del SITP en los costados externos a la estación, circulando por los carriles de tráfico mixto sobre la Avenida de Las Américas, con posibilidad de trasbordo usando la tarjeta TuLlave:
| Código | Sector                         | Dirección             | Rutas                                            |
| ------ | ------------------------------ | --------------------- | ------------------------------------------------ |
| 065A07 | F Estación Américas - Cra. 53A | Av. Américas - KR 53A | A405A507A516A532A642G541K505L519 579 593 614 731 |
| 064A07 | F Br. Salazar Gómez            | Av. Américas - KR 53  | F154G505G507G516G519G532G541H642 579 593 614 731 |

## Ubicación geográfica
| Noroeste: Puente Aranda          | Norte: K CAN - British Council | Nordeste: Puente Aranda |
| Oeste: F Pradera - Plaza Central |                                | Este: F Puente Aranda   |
| Suroeste: Puente Aranda          | Sur: G General Santander       | Sureste: Puente Aranda  |